# 太平水库 (弥勒)
太平水库是中国云南省红河哈尼族彝族自治州弥勒市境内的一座水库，位于禹门河上，建于1956年。水库正常库容为7852万立方米，集雨面积为41平方千米，海拔为1573米。